# Phyllacanthus forcipulatus
Phyllacanthus forcipulatus is een zee-egel uit de familie Cidaridae.
De wetenschappelijke naam van de soort werd in 1936 gepubliceerd door Theodor Mortensen.